# اليوم الدولي لمحو الأمية
اليوم العالمي للتحصيل 8 سبتمبر هو اليوم الذي نادت به اليونسكو في 17 نوفمبر من عام 1965. وكان أول احتفال بهذا اليوم في عام 1966. ويهدف لوضع الأضواء على أهمية تحصيل المعرفة للأفراد، الجاليات والمجتمعات. يعيش ما يقارب 781 مليون بالغ مع جهل لمهارات التحصيل على سطح الكرة الأرضية، ثلثين هذا الرقم من النساء. بالإضافة إلى 103 مليون طفل ليس لهم القدرة على الذهاب إلى المدارس لتعلم هذه المهارات.
حسب منظمة اليونسكو التابعة للأمم المتحدة في تقرير لها عام 2006 م، أعلنت أن جنوب آسيا وغرب آسيا هم من أقل المناطق في نسبة المحصلين (58.6%) يتبعها أفريقيا السوداء (59.7%) ثم الدول العربية بنسبة (62.7%). أقل نسبة المحصلين هي في بوركينا فاسو (12.8%)، النيجر (14.4%) ومالي (19%). التقرير يوضح علاقة ما بين نسبة الأمية والفقر في هذه الدول وكذلك ما بين الأمية والإجحاف ضد المرأة. ان $1أي إحصاءات بالمطلق لا يمكن أن تبين بدقة نسبة الأمية في $1أي منطقة في العالم. لذلك يجب توضيح الإحصاءات بحسب الفئات العمرية التي تعطي دلالة أكبر على خطورة الوضع وخاصة في الدول العربية.